# Craco
Craco is een plaats in de Zuid-Italiaanse regio Basilicata (provincie Matera).

## Geschiedenis
De plaats Craco ligt op een heuvel hoog boven het dal van de rivier Salandrella. In de 8e eeuw werd ze gesticht onder de naam Graculum. De huizen zijn dicht tegen de oude Normandische toren van het dorp gebouwd die op het hoogste punt staat. Keizer Karel VI van het Heilige Roomse Rijk, die tevens koning van Napels was, verklaarde Craco tot een hertogdom (1724); deze titel ging naar de Palermitaanse adellijke familie Vergara.
In 1963 werd Craco geëvacueerd in verband met een dreigende aardverschuiving. De bevolking verhuisde naar de lager gelegen dorpen Craco Peschiera en Craco Sant'Angelo. Op dat moment telde Craco nog bijna 2000 inwoners.
Inmiddels is het oude Craco zwaar aangetast door natuurgeweld en grotendeels ingestort. De sfeer in de smalle straatjes is spookachtig en men moet er uitkijken voor vallend puin. Craco wordt gebruikt als "wetenschappelijk park", de verschuiving van de grond en het verval van de plaats wordt nauwkeurig in kaart gebracht.

## Filmlocatie
In 2004 werd Craco samen met Matera gebruikt als filmlocatie voor The Passion of the Christ geregisseerd door Mel Gibson. 
Andere films gefilmd in Craco zijn:
- Cristo si è fermato a Eboli (1979) van Francesco Rosi
- King David (1985) van Bruce Beresford
- Il sole anche di notte (1990) van Paolo en Vittorio Taviani
- The Nativity Story (2006) van Catherine Hardwicke
- Quantum of Solace (2008) van Marc Forster

### Andere media
- De Drop (2020) van StukTV
- De videoclip voor het nummer Paradise (2020), van Meduza met Dermot Kennedy

## Afbeeldingen

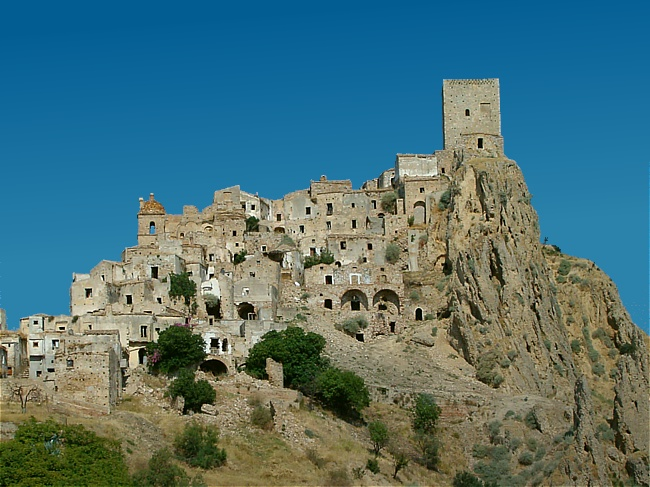
Zicht op Craco
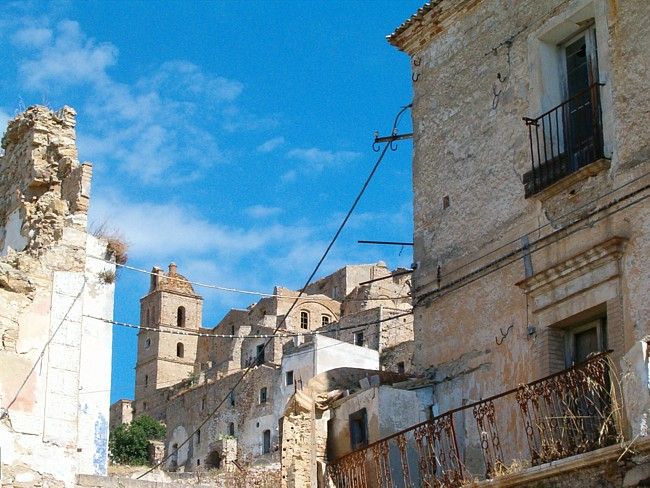
Craco
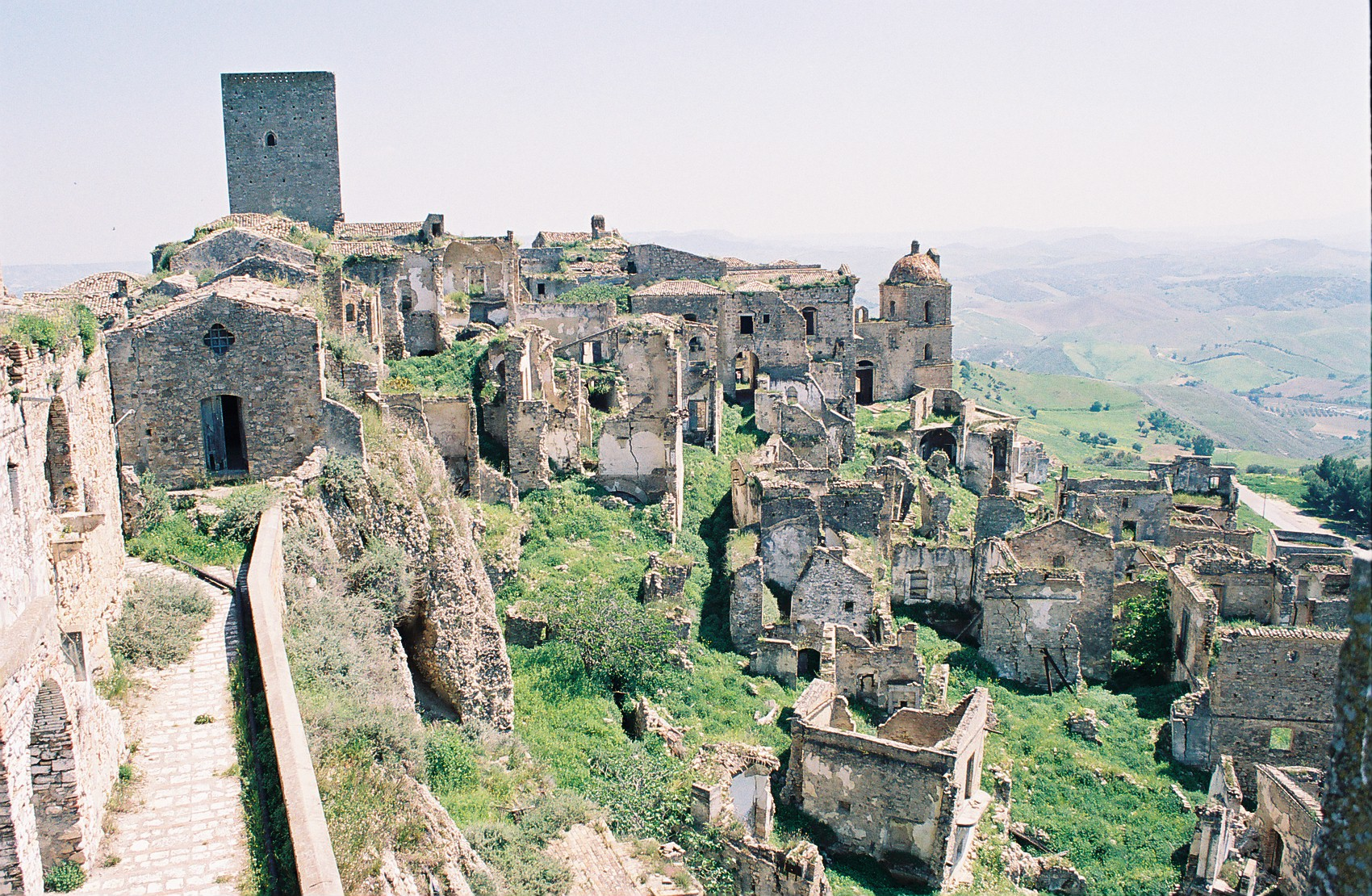
Craco
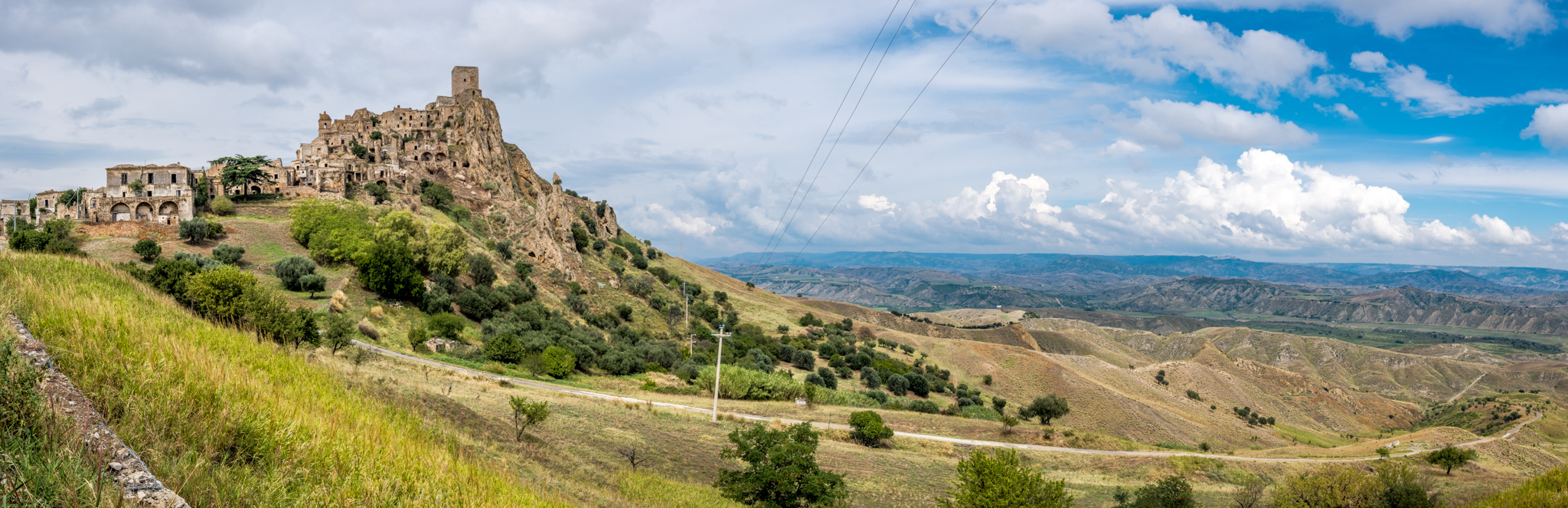
Craco

## Noot
1. ↑  https://demo.istat.it/?l=it.
2. ↑  (it) Spreti, Vittorio, e collaboratori (1932). Enciclopedia storico-nobiliare italiana - Volume VI, Milaan, "Vergara Caffarelli", blz 872-873.
3. ↑  (it) Boom turisti per Craco il paese fantasma. Ansa. Geraadpleegd op 12 november 2013.